# Чарыш
Чары́ш (Чара́с) — река в России, левый приток Оби. Протекает по территории Республики Алтай и Алтайского края.

## Этимология
На алтайском река называется Чарас-Суу, Чорос от этнонима чорос, который служит одним из основных наименований западных монгольских племён, с которыми алтайцы были связаны до середины XVIII века.

## Физико-географическая характеристика
Длина реки — 547 км, площадь водосборного бассейна — 22 200 км².
Река берёт начало на склонах Коргонского хребта. В верхнем течении она протекает по горной местности, и лишь в нижнем течении выходит на широкую равнину. Повсеместно встречаются пороги и перекаты. Устье находится выше села Усть-Чарышская Пристань.

### Водный режим
Летом температура воды в Чарыше в нижнем течении поднимается до +20 градусов, в верховьях остаётся холодной. Ледостав длится с конца ноября до начала апреля; зимой обычны наледи, а весной — заторы. Питание смешанное с преобладанием снегового. Средний расход — 192 м³/с. Замерзает в низовьях в конце октября, в верховьях — в декабре, а вскрывается в конце марта.
Половодье многопиковое, растянутое (с апреля по июль) за счёт таяния снега сначала на равнине, позднее в горах на разных высотах. На спаде половодья происходят паводки, связанные с дождями. Максимальный уровень чаще всего бывает в конце апреля (в нижнем течении — 5 м), середине мая (среднее течение — 3 м), конце мая (верхнее течение — 2,5 м). Пойма часто затопляется. Ледостав отмечен с начала-середины ноября до начала-середины апреля, толщина льда — до 1,5 м. При весеннем ледоходе (3-7 суток) на перекатах и крутых излучинах образуются заторы, вызывающие затопление поймы.

### Притоки
(указано расстояние от устья)
- 17 км: Исток
- 62 км: Петлиха
- 68 км: Гусиха
- 69 км: Журавлиха
- 84 км: Калманка (68 км)
- 103 км: Ямышевка
- 114 км: Кабановка
- 119 км: Боровлянка
- 125 км: Ермилиха
- 164 км: Порозиха (82 км)
- 182 км: водоток протока без названия
- 204 км: Комариха
- 212 км: без названия
- 225 км: без названия
- 228 км: Кривушка
- 233 км: Локтевка (111 км)
- 265 км: Кукуйка
- 266 км: Таловка
- 283 км: Березовка
- 292 км: Землянушка
- 305 км: Камышинка
- 310 км: Суетка
- 318 км: Маралиха (108 км)
- 335 км: Белая (157 км)
- 346 км: Иня (110 км)
- 355 км: Чагырка
- 380 км: Сосновка
- 380 км: Тулата
- 392 км: Быстрая
- 397 км: Чала
- 408 км: Бащелак (71 км)
- 421 км: Аба
- 425 км: Тёплая
- 431 км: Кедровая
- 433 км: Сентелек
- 441 км: Малая Татарка
- 446 км: Большая Татарка
- 447 км: Белая
- 457 км: Воровская (руч. Еловский)
- 460 км: Коргон
- 468 км: Кумир (66 км)
- 469 км: Плесовчиха
- 477 км: Ергол
- 478 км: Чеча (Огой)
- 481 км: Талица
- 492 км: Большой Кайсын
- 497 км: Топчуган
- 499 км: Козуль
- 505 км: Кутерген
- 506 км: Кан
- 511 км: Ябаган
- 530 км: Тургунсу
- 532 км: Кучкур

## Населённые пункты
На берегах Чарыша расположены населённые пункты: Белоглазово, Усть-Кан, Чарышское, Краснощёково, Усть-Калманка, Кособоково, Воробьёво.

## Флора и фауна

### Животный мир
Среди обитателей животного мира в бассейне реки обитают: медведь, волк, рысь, лиса, заяц, соболь, лось, косуля, белка и другие. Много промысловых птиц: глухарь, рябчик, тетерев, куропатка. Из редких охраняемых видов встречается скопа.
Рыбы: хариус, таймень, щука, окунь, налим, пескарь, чебак, лещ, карась, нельма, судак, сорожка, сазан, язь, краснопёрка.

### Растительный мир
Значительная часть бассейна Чарыша занята лесами. На склонах Коргонского хребта преобладают ель и пихта, выше начинается зона высокогорных лугов с невысоким, но ярким разнотравьем. В речной долине много кустарников, в том числе ягодных: чёрная и красная смородина, малина, жимолость, рябина, калина. Часто встречается черёмуха, в июле — августе изобилие грибов. Под лесным пологом, на открытых участках горных склонов, в долине реки стелется богатое луговое разнотравье. Почти везде растёт маралий корень. Сохранились в районе Чарыша занесённые в Красную книгу России: башмачок-крупноцветковый, голосемянник алтайский и другие. По берегам Чарыша лес смешанный — в основном берёза и сосна, реже ель, пихта.

## Полезные ископаемые
Горная часть бассейна Чарыша богата полезными ископаемыми. Здесь разведаны запасы железных, медных и полиметаллических руд, а также поделочного камня — яшмы и порфиров. Ранее использовались Старо-Чагырское и Ново-Чагырское месторождения; однако, в настоящее время разработок не ведётся.

## Судоходство
От села Усть-Калманка до 80 км выше по течению может осуществляться судоходство. В XIX и XX веках Чарыш был важным транспортным путём, по которому вывозили зерно и другую сельхозпродукцию из районов протекания реки. В середине XX века на реке проводились интенсивные дноуглубительные работы. До Усть-Калманки регулярно ходили буксиры-толкачи с баржами и пассажирские теплоходы типа «Заря». В XXI веке регулярного судоходства по Чарышу нет.

## Туризм
Горные склоны в бассейне Чарыша изобилуют пещерами, что делает возможным прохождение здесь спелеомаршрутов. Те, кто интересуется археологией и историей древнейших времён, посещают пещеры в окрестности посёлка Усть-Кан и берега реки в среднем течении, где найдены стоянки древних людей.
На левом берегу реки, в районе северных отрогов Тигирецкого хребта находится Чагырская пещера, на правом берегу реки Чарыш, вблизи тракта на Усть-Коксу на горе Белый камень находится Усть-Канская пещера.

### Водный туризм
Чарыш и его притоки известны среди любителей сплавов. Связка рек Кумир — Чарыш — Коргон — Чарыш является маршрутом 5 категории сложности. Это единственная водная «пятёрка» в Алтайском крае. Сам Чарыш подходит для сплавов 2 категории сложности.

## Данные водного реестра
По данным государственного водного реестра России относится к Верхнеобскому бассейновому округу, водохозяйственный участок реки — Обь от слияния рек Бия и Катунь до города Барнаул, без реки Алей, речной подбассейн реки — бассейны притоков (Верхней) Оби до впадения Томи. Речной бассейн реки — (Верхняя) Обь до впадения Иртыша.